# Maro Đuraš
Maro Đuraš (Ragusa, 6 giugno 1994) è un giocatore di calcio a 5 croato.

## Carriera

### Club
Đuraš è cresciuto nella squadra della sua città, lo Square Dubrovnik, con cui ha debuttato nella stagione 2012-13. La consacrazione del pivot avviene nella stagione 2016-17, quando realizza 17 reti nella massima serie croata, convincendo il blasonato Spalato a investire su di lui. L'esperienza a Spalato dura appena un anno, durante il quale Đuraš contribuisce alla vittoria della coppa nazionale. Nella stagione 2018-19 ritorna allo Square, dove rimane fino all'estate del 2020 quando si trasferisce al Weilimdorf, con cui vince un campionato tedesco. Sfumato il trasferimento alla formazione italiana del Real San Giuseppe, nel settembre del 2021 ritorna nuovamente allo Square.

### Nazionale
Il 18 dicembre 2014 ha debuttato nella nazionale croata durante l'amichevole pareggiata per 1-1 contro il Giappone; l'11 febbraio 2015 ha realizzato la sua prima rete nell'amichevole vinta per 5-1 contro la Francia. Đuraš ha disputato finora due edizioni del campionato europeo (2016 e 2022).

## Palmarès
- Coppa di Croazia: 1
Spalato: 2017-18
- Campionato tedesco: 1
Weilimdorf: 2020-2021